# Мельниця (Ковельський район)
Ме́льниця — село в Україні, у Велицькій сільській територіальній громаді Ковельського району Волинської області. Населення становить 573 осіб.

## Географія
На північній околиці бере початок річка Ставок.

## Історія
Історики припускають, що село має досить давню історію, адже поблизу нього в урочищі Деркачі збереглося городище давньоруського періоду. Першу писемну згадку про село датовано, ймовірно, 1245 роком. Наприкінці XIV століття Великий князь литовський Свидригайло дарує село своєму стрільцю Зубу. Згодом власницею стає королева Бона Сфорца, а потім — луцький староста Андрій Семашко.
Станом на 1885 рік у колишньому власницькому селі, центрі Мельницької волості Ковельського повіту Волинської губернії, мешкало 768 осіб (євреї, поляки та українці), налічувалось 93 дворових господарств, існували православна церква, скасований костел, 2 каплиці, православні та католицька, 2 єврейських молитовних будинки, школа, богодільня, 3 постоялих будинки, гостинний двір, базар, водяний і вітряний млини. Місцева православна церква була помітною пам’яткою архітектури. Її побудували як римо-католицький костел у 1749 р. (за іншою версією, 1802-го) на 
кошти луцького підкоморія Єжи Ольшанського та представників шляхетського роду Грохольських. У 1875 році влада Російської імперії перетворила костел на православний храм.
За переписом 1897 року кількість мешканців зросла до 2588 осіб (1273 чоловічої статі та 1315 — жіночої), з яких 958 — православної віри, 1599 — юдейської.
У 1906 році містечко Велицької волості Ковельського повіту Волинської губернії. Відстань від повітового міста 28 верст, від волості 7. Дворів 160, мешканців 2262.
Всіх вражав своєю величчю перебудований з костелу семикупольний православний храм. У 1916-му він, як і все містечко, був зруйнований німецькою артилерією, у 1923 році святиню повернули римо-католикам. Відбудовував костел святого Йосипа в 1929-му граф Станіслав Чарнецький. Після цього він знову набрав свого первісного барокового вигляду. В костел повернулася з ковельського костелу святої Анни і чудодійна ікона Мельницької Божої Матері, яка притягувала до себе багато прочан. У 1946 році, під час переселення в Польщу, місцеві католики вивезли святиню в Холм, де нині вона зберігається в костелі Христа Відкупителя. Маленькі копії святині і нині можна побачити в багатьох домівках селян.
Цікавою є історія і православного Свято-Михайлівського храму. Дерев’яну святиню перевезли сюди в 1925-му з Троянівки, що на Маневиччині. Церкву спорудили в роки Першої світової війни під час запеклих боїв на Стоході. Навколо цієї дерев’яної, пофарбованої в традиційний на Волині синій колір церкви дбайливо укладені численні надмогильні плити-хрести, зібрані співчутливими людьми із зруйнованих військових некрополів. На них ще можна прочитати написані латиницею імена упокоєних на полі битви воїнів. Храм досі називають «брусилівським» — за іменем командувача Південно-Західного фронту генерала Брусилова.
Трагічним для Мельниці стало 23 серпня 1942 року. Цього дня нацисти позбавили життя 1200 мешканців-євреїв.
З 1939 року Мельниця стала центром сільради, а з серпня 2015-го належить до Велицької громади.

## Населення
Згідно з переписом УРСР 1989 року чисельність наявного населення села становила 705 осіб, з яких 326 чоловіків та 379 жінок.
За переписом населення України 2001 року в селі мешкало 555 осіб.

### Мова
Розподіл населення за рідною мовою за даними перепису 2001 року:
| Мова       | Відсоток |
| ---------- | -------- |
| українська | 99,13 %  |
| російська  | 0,52 %   |
| білоруська | 0,17 %   |

## Особи
- Кочуров Борис Іванович (* 1946) — російський вчений в галузі геоекології і картографії.